# Disa brevipetala
Disa brevipetala là một loài thực vật có hoa trong họ Lan. Loài này được H.P.Linder mô tả khoa học đầu tiên năm 1981.